# ¿WHO?
『¿WHO?』（フー）は、木村カエラの1枚目のミニ・アルバム。2018年11月21日にリリースされた。

## 解説
前作『PUNKY』以来、約2年ぶりとなるアルバム。翌年にデビュー15周年を控え、フル・アルバムを作る前にすでに発表されている曲をひとつの作品にまとめるために制作された木村カエラ初のミニ・アルバム。
本作にはアルバムのリード曲「COLOR」を含む全5曲を収録。その内4曲にタイアップが付いており、残りの1曲はミュージカル『アニー』の主題歌として有名な「Tomorrow」のカバーとなっている。発売に先立つ2018年6月のライブでカバーが披露された「Tomorrow」は、本人が「この曲からたくさんの勇気をもらっている」とコメントするほど思い入れのある曲であり、ぜひ作品に残したいという思いから収録することになった。
ジャケット写真にはデヴィッド・ボウイやYMOなど数々のロックアーティストの写真を撮影してきた鋤田正義を起用、タイトルにちなんで頭に布を被って本人の顔がすべて隠れている写真が使用された。
初回限定盤には「COLOR」のMusic VideoとMaking Movieが収録されたDVDと自身初となる直筆ラクガキジャケットを封入。翌年に15周年を迎えるということで、数量は15周年の1歩手前を現す1499枚とされた。 

## 収録曲
| #         | タイトル                   | 作詞                                   | 作曲                   | 編曲               | 時間  |
| --------- | -------------------------- | -------------------------------------- | ---------------------- | ------------------ | ----- |
| 1.        | 「COLOR」                  | kaela                                  | AxSxE                  |                    | 3:16  |
| 2.        | 「ちいさな英雄」           | kaela、渡邊忍                          | 渡邊忍                 |                    | 4:51  |
| 3.        | 「Run to the Rainbow」     | kaela                                  | 會田茂一               | 會田茂一、山本幹宗 | 3:33  |
| 4.        | 「HOLIDAYS」(23rdシングル) | kaela                                  | AxSxE                  |                    | 4:13  |
| 5.        | 「Tomorrow」(カバー曲)     | マーティン・チャーニン、訳詩：片桐和子 | チャールズ・ストラウス | 本間昭光           | 3:58  |
| 合計時間: | 合計時間:                  | 合計時間:                              | 合計時間:              | 合計時間:          | 19:51 |

| #  | タイトル                | 作詞 | 作曲・編曲 | 時間 |
| -- | ----------------------- | ---- | ---------- | ---- |
| 1. | 「COLOR」(Music Video)  |      |            | 3:17 |
| 2. | 「COLOR」(Making Movie) |      |            |      |

## 演奏[4]
- AxSxE：Guitar & Programming (#1.4)
- マシータ：Drums (#1)
- 村田シゲ：Bass (#1.4)
- 渡邊忍：Guitar & Programming (#2)
- 會田茂一：Guitar, Mandolin, Banjo & Whistle (#3)
- 山本幹宗：Guitar (#3)
- 佐藤征史 (くるり)：Bass (#3)
- 柏倉隆史 (toe, the HIATUS)：Drums (#3)
- 松下敦：Drums (#4)
- 本間昭光：Piano (#5)
- 竹上良成：Flute (#5)
- NAOTO：1st Violin & Violin Solo (#5)
- 岡部磨知：1st Violin (#5)
- 伊藤彩、牛山玲名：2nd Violin (#5)
- 松本有理、三木章子：Viola (#5)
- 古川淑恵：Cello (#5)

### タイアップ
- 日本テレビ深夜ドラマ『プリティが多すぎる』主題歌（M-1）
- 映画『ちいさな英雄-カニとタマゴと透明人間-』エンディングテーマ（M-2）
- 『JALホノルルマラソン2018』テーマソング（M-3）
- JRA『HOT HOLIDAYS』キャンペーンCMソング（M-4）